# 青县站
青县站是一个京沪线上的铁路车站，位于中华人民共和国河北省沧州市青县清州镇，建于1910年，目前为三等站，是京沪铁路赴上海方向进入河北的第一座办理客运业务的车站。目前客运 ：办理旅客乘降；行李、包裹托运；货运：办理整车、零担货物发到；不办理罐装危险货物发到。

## 車站周邊
- 青县汽车站
- 中国移动大地指定专营店
- 中国邮政青县邮政局
- 中国电信京福大街营业厅
- 中国联通运东营业厅
- 农村商业银行金诚信用社
- 国美电器青县同聚祥电器商城店

## 歷史
- 建于1910年。

## 外部連結
- 中国铁路客户服务中心 （页面存档备份，存于）